# Tassametro
Un tassametro è un dispositivo meccanico o elettronico installato sui taxi, che calcola i prezzi di un trasporto basandosi sia sul tempo impiegato che sulla distanza percorsa.

## Storia

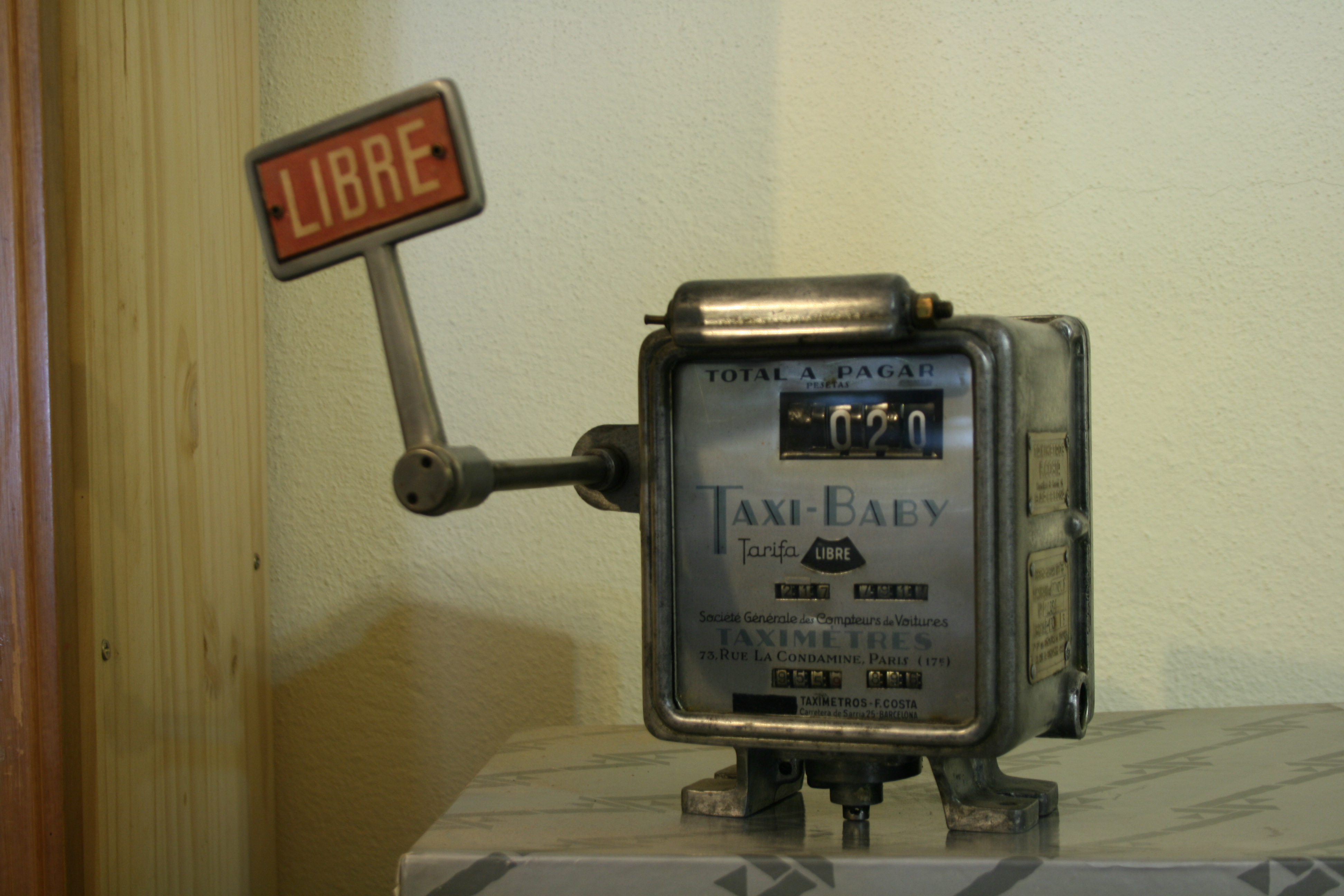
Un compteur de voiture prodotto dalla Société Générale des Compteurs de Voitures Taximetres per il mercato spagnolo

Probabilmente inventato dall'illusionista francese Jean Eugène Robert-Houdin (1805-1871), il tassametro fu reinventato e concretizzato dall'imprenditore tedesco German Wilhelm Bruhn nel 1891 e si diffuse in tutte le principali città europee nel successivo ventennio.
La rapidità con la quale venne adottato era dovuta alla convenienza delle aziende concessionarie dei pubblici trasporti che potevano così verificare gli emolumenti realmente incassati dai vetturini. Inoltre, lo strumento rappresentava anche una garanzia di equo prezzo per la clientela e la possibilità per le amministrazioni pubbliche di tassare gli incassi in ragione del loro effettivo ammontare.
Inizialmente i tassametri, chiamati compteur de voiture (contatore di vettura), vennero installati sulle vetture a trazione animale e, con la loro progressiva entrata in servizio, anche sulle vetture a motore. Il Daimler Victoria progettata e realizzata da Wilhelm Maybach nel 1897, fu la prima vettura a motore dotata all'origine del tassametro.
In Italia il tassametro venne impiegato per la prima volta nel dicembre 1906, a titolo sperimentale, sulle carrozze dell'azienda francese Lafleur, concessionaria del servizio pubblico a Torino. Nell'agosto dell'anno successivo, l'azienda Fiori di Roma installò i tassametri sulle sue vetture in servizio nella Capitale, provocando uno sciopero dei fiaccherai che, comprensibilmente, vedevano di malocchio il nuovo strumento di misura e controllo del loro operato.
Nonostante il generale ostracismo dei vetturini, il tassametro s'impose velocemente in tutte le principali città italiane, per i benefici resi ai gestori, agli utenti e alle amministrazioni comunali, le quali si affrettarono a emanare nuovi regolamenti e tariffari per il servizio pubblico.

## Accessori

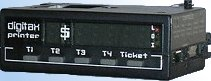
Tassametro "Digitax Printer"

I tassametri elettronici possono includere altri accessori, per esempio:
- Stampante di ricevuta per i passeggeri
- Controllo dell'incasso e impedimento di frode del conduttore al proprietario del taxi, attraverso la stampa di ricevute o con un computer
- Comunicazione per radio dello stato del tassametro e del viaggio che si sta realizzando.
- Ricezione di nuovi incarichi attraverso la radio e stampa dei dati (ufficio radio).
- Comunicazione di posizione tramite GPS o equivalente
- Sensori sotto i sedili che verificano quando è presente qualche passeggero e informa del fatto che non sia stato attivato il tassametro.
- Terminale di pagamento per carta di credito o prepagato

## Funzionamento e tariffe
In Italia le tariffe sono decise da appositi uffici comunali, non vengono quindi scelte dal tassista o dalla compagnia alla quale aderisce, questo comporta tariffe identiche nello stesso comune ma differenti tra comune e comune a livello nazionale.
Il tassametro, configurato con le tariffe locali, calcola il corrispettivo combinando i metri effettivamente percorsi durante la marcia e il tempo che il veicolo ha trascorso in sosta, a fine corsa il tassista aggiunge al corrispettivo eventuali supplementi derivanti dai bagagli o da altre voci indicate nel tariffario comunale.
Normalmente esistono più tariffe, inseribili nei tassametri dall'autista tramite appositi pulsanti, che vanno a coprire in maniera differenziata più zone cittadine sino alla tariffa extraurbana.

## Predisposizioni
Il tassametro suole tenere varie predisposizioni di funzionamento, ciascuna delle quali ha un comportamento distinto.

### Ciclo di funzionamento
Nel suo funzionamento normale, il tassametro ripete ciclicamente i seguenti passi.
1. Libero (Libre): il taxi è vuoto in attesa di clienti. Il segnale luminoso è acceso. In questa posizione si possono cambiare manualmente le varie tariffe disponibili, così come è possibile spegnere il segnale luminoso e passare alla posizione di "Riposo".
2. Occupato (Ocupado): si entra in questa posizione all'inizio della corsa e si spegne il segnale luminoso. In questa posizione si mostra l'importo (mano a mano che aumenta) e la tariffa utilizzata. Possono essere mostrate anche altre informazioni: prezzi degli extra (bagaglio, etc.), ora corrente, velocità, ecc.
3. Importo (Importe o A pagar): finita la corsa si passa in questa posizione, il segnale luminoso può spegnersi o lampeggiare (questa possibilità si preferisce perché può indicare a nuovi clienti la imminente disponibilità del taxi) e si mostra l'importo che il passeggero deve pagare, così come può essere stampata la ricevuta.
4. Riposo: la maggior parte dei nuovi tassametri, al passare a questa posizione spengono il segnale luminoso ed il display. Però proseguono il controllo della distanza percorsa e mantengono l'orario. Da questa posizione è possibile passare a quella di controllo delle opzioni.
5. Controllo delle opzioni : in questa posizione si può vedere sullo schermo e/o stampare varie informazioni perché il proprietario possa controllare l'attività del taxi (e del conducente). In alcuni casi per rendere possibili i controlli di manutenzione e legali, si includono dati relativi alla configurazione del dispositivo.

## Modello di tariffa
Il modello di tariffa cambia sostanzialmente con le zone. In alcune zone si utilizzano varie tariffe che cambiano manualmente o automaticamente, a seconda dell'ora, se trattasi di giorno festivo, zona, ecc.

### Valori basici
Questi valori sono la base di costituzione di una tariffa. In alcune zone la prima quota può avere un valore, distanza e/o tempo diversi dalle seguenti.
- Tariffa iniziale (Bajada de Bandera): è l'importo minimo che si deve pagare, che si somma automaticamente all'iniziare la corsa.
- Tariffa incrementale/Scatto (Ficha): è l'incremento che corrisponde a ciascuna frazione di tempo/distanza.
- Distanza/Metri: al completare la percorrenza indicata (al di sopra di una velocità stabilita o di crociera) si calcola un incremento (scatto).
- Tempo/Secondi: al trascorrere di questo intervallo di tempo (al di sotto della velocità stabilita o di crociera) si calcola un incremento (scatto).
- Extra: sono incrementi (scatti), anche di valori differenti, che si aggiungono manualmente per quote extra, come ad esempio per bagagli aggiuntivi.

### Tempo e velocità di crociera
Ci sono tre forme basiche secondo le quali si calcola per tempo o per distanza. Però nella maggior parte dei casi il tempo e la distanza sono relazionati.
La relazione tra tempo e distanza si esprime con la somma di frazioni relative per ottenere lo scatto. Per esempio: se la tariffa indica che lo scatto corrisponde a 200 metri o 60 secondi, basterà realizzare 100 metri (non in attesa) e 30 secondi in attesa, per ottenere uno scatto.
La condizione per ottenere uno scatto è matematicamente la seguente:
{\displaystyle {\frac {\text{metri percorsi}}{\text{distanza di uno scatto}}}+{\frac {\text{secondi in attesa}}{\text{tempo di uno scatto}}}\geq 1}
Le tre forme di passaggio da contare per tempo o per distanza sono: manualmente (con un pulsante), automaticamente all'arresto del taxi durante un determinato tempo, o automaticamente attraverso la velocità di crociera (la più utilizzata).
La velocità di crociera è la velocità che segna il limite tra il contar per tempo, o per distanza, per maggior prezzo. Si calcola automaticamente a partire dai valori di distanza e tempo, e si può dedurre con una regola matematica.
{\displaystyle {\text{Velocit}}{\grave {\text{a}}}{\text{ di crociera}}={\frac {\text{distanza}}{\text{tempo}}}\cdot k}
Dove k è una costante per convertire le unità, per esempio se la distanza è espressa in metri, il tempo in secondi, e vogliamo ottenere la velocità di crociera in km/h, allora:
{\displaystyle k={\frac {3600{\frac {\text{s}}{\text{h}}}}{1000{\frac {\text{m}}{\text{km}}}}}=3.6}
Applicando i valori dati come esempio per la città di Buenos Aires, otterremmo una velocità di crociera di 12 km/h.

## Come si misura la distanza?
La misura della distanza si basa indirettamente nel conteggio dei giri di una ruota del veicolo. Per questo sgonfiare un po' gli pneumatici può alterare la misura lievemente a favore del taxista.
- Nei veicoli più antichi, dal cambio di velocità esce una sonda che gira in funzione della velocità fino al tachimetro. In generale si colloca un trasduttore o sensore di distanza che traduce il movimento meccanico in segnali elettronici fino al tassametro. Ci sono distinti tipi di trasduttori, a seconda del metodo di funzionamento e a seconda di quanti impulsi per giro inviano.
- Nei veicoli più moderni, nel cambio di velocità c'è un sensore che dà direttamente l'informazione necessaria al computer di bordo del veicolo (per l'iniezione elettronica) e per il tachimetro. Da questo segnale impulsivo si deriva tramite un adattatore di segnale, il segnale necessario per il tassametro, evitando allo stesso tempo possibili danni al tassametro e interferenze con il corretto funzionamento del veicolo.
- Nei veicoli che hanno difficoltà nel montare sensori nel cambio, si può collocare un sensore di distanza nel semiasse. Però questa soluzione genera molti problemi, la distanza fra i magneti ed il sensore sono molto grandi, è esposto alle condizioni climatiche, ha un costo maggiore, ecc.